# Ooperipatus silvanus
Ooperipatus silvanus är en klomaskart som beskrevs av Reid 2000. Ooperipatus silvanus ingår i släktet Ooperipatus och familjen Peripatopsidae. Inga underarter finns listade i Catalogue of Life.